# Petre Popescu (prezentator)

Petre Popescu în timpul evenimentelor din decembrie 1989

Petre Popescu (n. 1928 – d. 17 septembrie 2007, București) a fost un om de televiziune român.
Petre Popescu a absolvit Institutul de Educație Fizică și Sport, promoția 1953.
A început să lucreze în TVR în 1965. Între 1968 și 1989 a fost reporter, redactor, corespondent și, în final, crainic al TVR pentru emisiunea Telejurnal.
A fost unul din actorii evenimentelor din 21 decembrie 1989, desfășurate în sediul televiziunii române, în Studioul 4, de unde a transmis știri și apeluri în direct.
În perioada 1990-1997 a fost director al Direcției Relații cu Publicul și Secretariat, transformată ulterior în Direcția Studiouri Teritoriale, Relații cu Publicul și Publicitate.